# Tomo Budisavljević
Tomo plemeniti Budisavljević – Prijedorski, (rođen u Lici 1750. – 19. travnja 1825.) je bio pravoslavni svećenik - protojerej, graničar i sin austrijskog plemića Marka Budisavljevića. Iz ugledne je ličke obitelji Budisavljević.

## Životopis
I on kao i veliki broj članova obitelji, opredijelio se za svećenički poziv. Školovao se u čuvenoj Viličkoj školi, i rano je primio župu (po grčko-istočnoj terminologiji - parohiju) u Krbavskom selu Jošan, do 1805., da bi 1814. godine do smrti 1825. godine, zauzimao položaj protoprezvitera ličkog. Crkva svetog Ivana u Jošanu, postoji od 15. stoljeća, doturskog doba, tada pod Krbavskom biskupijom. Služila je katoličkim vjernicima hrvatskog sela Jelšane, kasnije prozvanog Jošan. Uživao je veliki ugled kod parohijana i u prezviteratu. Postoji predanje da je Toma prije podne obavljao službu u crkvi, a kasnije predvodio četu Krajišnika u četovanju protiv Osmanlija. S ocem Markom, bratom Petrom (koji kasnije, 1805., gine kod Verone u Napoleonovoj vojsci), još devet Budisavljevića i oko 500 graničara učestvovao je u ratu između Austrije i Osmanskog Carstva 1787. godine. Potukli su tursku vojsku kod Ključa i Prijedora i zbog toga im otac od cara dobiva plemstvo, s pridjevkom Prijedorski. Na titulu su imali pravo i potomci. U Muzeju Srpske pravoslavne crkve u Beogradu čuva se cirkularni protokol prote Tome od 1820. do 1824. Portret Tome Budisavljevića, koji je naslikao Pavel Đurković, predan je kasnije Milutinu Tesli, ocu Nikole Tesle. Bio je pradjed Nikole Tesle, jer je njegova kćerka Sofija bila majka Tesline majke, Georgine. U knjizi Prepiska Đenerala Budislava Budisavljevića iz 1911. je sačuvano jedno pismo prote Milutina Tesle od 14. svibnja 1874., sinu generala Bude, Aleksandru. U pismu, pored ostalog stoji i ovo: Supruga moja, unuka Kavalira Prote Budisavljevića, tvoja srodnica, dobro se drži i milo te pozdravlja... Djece imam, jednog sina (Nikolu) koji je svršijo višu realku, i tri kćeri od kojih jedna se skoro udala u dobru kuću, neznam još, oćeli joj muž biti beamter ili popo! Sad moj dragi pjesniče, ja Ti srdačno zahvaljujem na stihovima i bratskoj čestitki! Ostajem ljubeći Te u duhu i pozdravljajući. Tvoj revni poštovatelj i brat Milutin Tesla, Protopr. namjestnik. Odlikovan je od Napoleona, ordenom Legije časti, viteškim križom počasne legije. Postoji i priča da je Napoleon osobno 1811. odlikovao protu Tomu. Pošto je dobio orden reda kavalira, i u navedenom pismu je nazvan kavalirom. Na Tominom portretu se na poprsju vidi i taj orden. Još dva odlikovanja (malu zlatnu medalju za zasluge) Tomo je primio od austrijskog cara Franje II. Nastojao je oko suzbijanja pokušaja unijaćenja na području Gornjokarlovačkog vladičanstva, promicanja ideja narodnog prosvjećivanja i otvaranja škola.